# Хизна (Хвастовицький район)
Хизна (рос. Хизна) — село в Хвастовицькому районі Калузької області Російської Федерації.
Населення становить 3 особи. Входить до складу муніципального утворення Село Слобода.

## Історія
Від 2004 року входить до складу муніципального утворення Село Слобода

## Населення
| 2002 | 2010 |
| ---- | ---- |
| 3    | →3   |